# U-13 (1912)
SM U-13  была одной из 329 подводных лодок императорских ВМС Германии в Первой мировой войне. U-13 участвовала в Первой битве за Атлантику. Всего было построено 9 лодок этой серии. Командир лодки Ханс Артур Граф фон Швейнитц. Лодка была протаранена и потоплена 12.08.1914, не имея в послужном списке ни одной победы.